# 레닌스키 프로스펙트역 (모스크바 지하철)
레닌스키 프로스펙트 역(러시아어: Ленинский проспект)은 모스크바 지하철 칼루시스코 리시스카야 선의 역이다. 1962년 10월 13일에 개장하였다. 역명은 인근의 레닌스키 거리에서 따온 것이고, 옆에는 유리 가가린 광장이 위치하고있다.

## 디자인
플랫폼의 기둥들은 회색 줄무늬와 노란색 대리석으로 장식되어 있으며, 총 80개가 있다. 바닥은 회색과 갈색으로 장식되어 있다. 2016년에는 타일과 유사한 대리석으로 벽을 교체하는 작업이 완료되었다.

## 이용객
레닌스키 프로스펙트 역은 1일 평균 61,600명의 승객들이 이용한다.

## 환승
레닌스키 프로스펙트 역에서는 모스크바 중앙 순환선의 플로샤디 가가리나 역으로 갈아탈 수 있다. 간접 환승으로 가능하지만 개찰구를 나와 지하를 통해 방향별로 연결되므로 환승 동선이 짧다.

## 같이 보기
- (러시아어) metro.ru
- (러시아어) news.metro.ru
- (러시아어) metrowalks.com/ru